# Pixlet
Pixlet è un codec video creato da Apple Computer utilizzante compressione wavelet nato per consentire la visualizzazione di animazioni di alta qualità a pieno schermo in tempo reale con un flusso di dati ridotto.  Non è stato sviluppato per la trasmissione video ma per l'elaborazione negli studi di registrazione, questo codec punta a mantenere la massima qualità non a ottenere la massima compressione. Normalmente consente un rapporto di compressione di 20-25:1
È stato presentato da Steve Jobs al Worldwide Developers Conference 2003, è stato sviluppato in cooperazione con l'azienda di animazioni Pixar.
Per la riproduzione in tempo reale è richiesto un Power Macintosh dotato di un processore PowerPC G4 funzionante ad almeno 1 gigahertz.
Sebbene Pixlet faccia parte del pacchetto software multipiattaforma QuickTime, esso è disponibile solo per computer Macintosh con sistema operativo Mac OS X Panther o successivo.